# Campagnac (Tarn)
Campagnac é uma comuna francesa na região administrativa de Occitânia, no departamento de Tarn. Estende-se por uma área de 7,43 km². Em 2010 a comuna tinha 158 habitantes (densidade: 21,3 hab./km²).